# Trois danses bavaroises

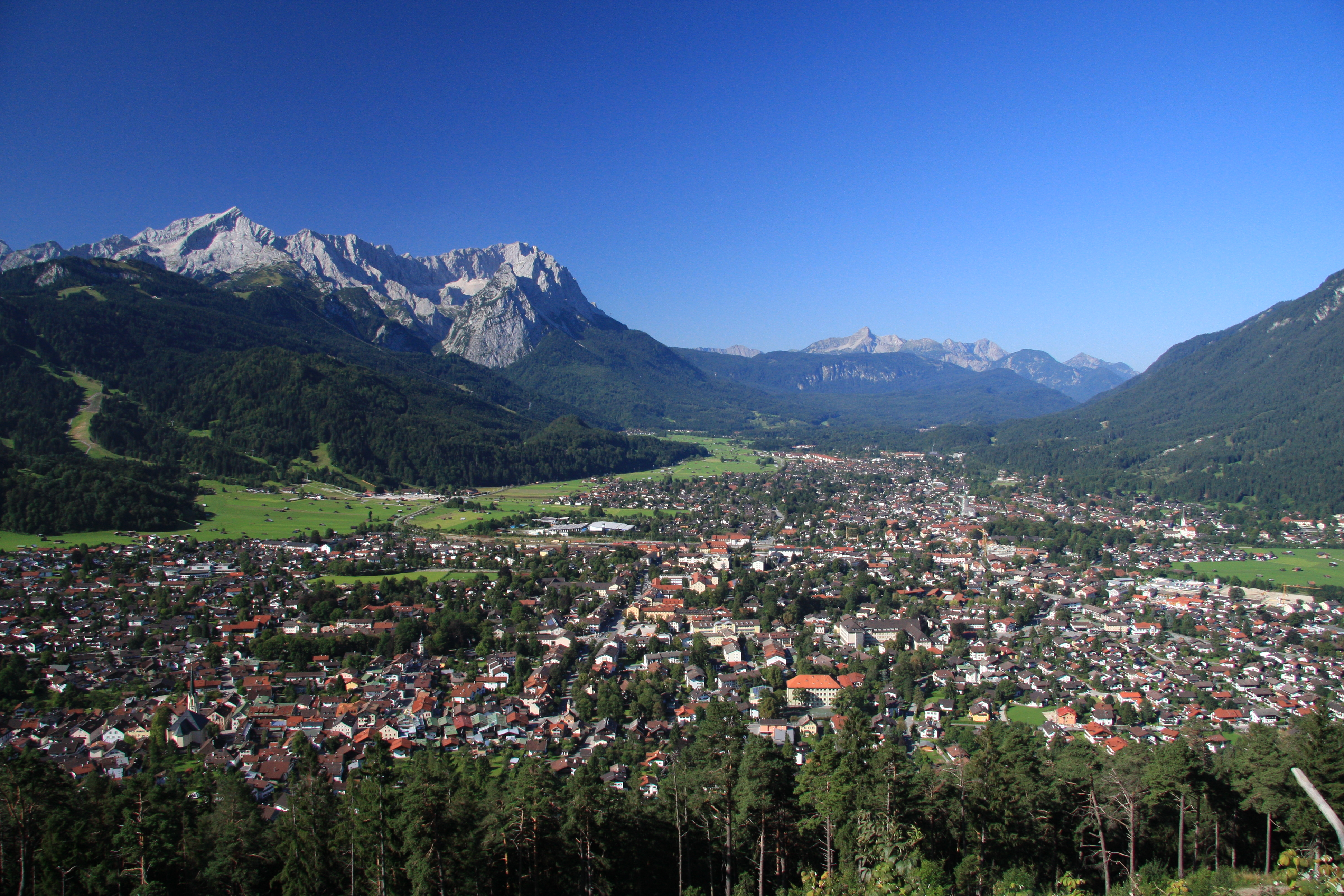
Paysage de Garmisch

Trois danses bavaroises, Op 27, est une œuvre orchestrale d'Edward Elgar.
C'est un arrangement pour orchestre de trois des six chansons du recueil From the Bavarian Highlands d'Elgar. Les paroles originales sont écrites par la femme du compositeur Alice, comme un souvenir des vacances en Bavière en 1894 qu'Elgar a appréciées. En plus des titres (The Dance, False Love, Lullaby, Aspiration, On the Alm et The Marksmen), Alice Elgar donne aux chants des sous-titres d'après le nom de lieux visités pendant le séjour. Elgar garde les titres et les sous-titres dans l’adaptation orchestrale des trois chants.
La suite est créée au Crystal Palace la 23 octobre 1897. Le spécialiste d'Elgar Dr Percy Young affirme qu'Elgar était à la direction tandis que l'Elgar Society (en) affirme que le chef d'orchestre est August Manns (en), chef d'orchestre résident de longue date au Crystal Palace. The Times du 25 octobre 1897 mentionne qu'Elgar a dirigé les danses (« in first rate style ») et Manns le reste du programme.
Les trois danses sont :
- The Dance (Sonnenbichl)[2] - Allegretto giocoso 3/8 sol majeur

- Lullaby (In Hammersbach) - Moderato 3/4  ré majeur

- The Marksmen (Bei Murnau) - Allegro vivace 3/4 sol majeur

Les trois danses sont caractéristiques du compositeur. La première est brillante et robuste, la seconde est dans le style doux et pastoral d'Elgar, avec une mélodie mélancolique au cor et la troisième — la plus longue, environ quatre minutes et demie — est un final à la Elgar en miniature, animé au début, s'élargissant ensuite pour finir dans un flamboiement de couleurs orchestrales.

## Sources
- (en) The Elgar Society
- Percy Young : notes dans l'enregistrement EMI ASD 2356 (1968)